# Diniz Lopes
Diniz Lopes dos Santos (Mauá, 20 de junho de 1964) mais conhecido como Diniz Lopes é um político brasileiro do Estado de São Paulo filiado ao Partido Liberal. Foi Deputado Estadual pelo mesmo estado, prefeito e vereador de Mauá.

## Carreira política

### Vereador de Mauá (2001-2008)
Na eleição municipal de 2000 foi eleito pela primeira vez no cargo de vereador pela cidade de Mauá, obtendo 3.160 votos, que representaram 1,71% dos votos válidos do pleito, em 2004 conseguiu a reeleição para um novo mandato, obtendo 3.619 votos.

### Prefeito de Mauá (2005)
Devido ao contexto conturbado da eleição municipal de Mauá em 2004 em que a candidatura de prefeito do Partido dos Trabalhadores fora cassada pelo Tribunal Regional Eleitoral de São Paulo, tendo sido esta mais votada no primeiro turno e a anulação da realização de um segundo turno por parte da justiça eleitoral, Diniz Lopes, na condição de presidente da Câmara Municipal assumiu a função de prefeito em 1.º de janeiro de 2005 para um mandato tampão de tempo indeterminado, até que o processo judicial eleitoral se findasse.
No dia 1.º de dezembro de 2005, o segundo colocado da votação, Leonel Damo, foi oficializado como vencedor da eleição pelo Supremo Tribunal Federal, tendo Diniz entregado o cargo em cerimônia de posse na câmara municipal em 7 de dezembro de 2005 e reassumido suas funções de vereador da cidade.

### Deputado Estadual por São Paulo (2011)
Em 2006 foi candidato à Deputado Estadual pelo Partido da República obtendo a vaga de primeiro suplente do partido, obtendo 49.859 votos. No dia 2 de fevereiro de 2011 assumiu para o período complementar, a vaga deixada pelo então deputado Otoniel Lima, que havia sido eleito Deputado Federal em 2011 que necessitava de tomar posse no dia primeiro de fevereiro do referido ano.